# Guillermo Burdisso
Guillermo Enio Burdisso, mais conhecido como Guillermo Burdisso (Altos del Chipión, 26 de setembro de 1988) é um ex-futebolista argentino que atuava como zagueiro..
É irmão do ex-jogador Nicolás Burdisso, que também atuava como zagueiro.

## Títulos
Arsenal de Sarandí
- Campeonato Argentino: Clausura 2012

Galatasaray
- Copa da Turquia: 2013-14